# Gwiazdy poranne
Gwiazdy poranne – polski film wojenny z 1979 roku w reżyserii Henryka Bielskiego. Zdjęcia kręcono w Korczewie i Knychówku k. Siedlec.

## Fabuła
Styczeń 1945 roku, mała wioska gdzieś w Polsce centralnej. Choć zbliża się front, Niemcy jeszcze kontrolują teren. Do wioski zbliża się samotny radziecki czołg, który przebił się za linię frontu. Maszyna zostaje ukryta w sianie, trzej czołgiści ukrywają się u Walendziakowej, a czwarty, który zginął, pochowany zostaje jako mieszkaniec wsi. Dowódca czołgu przedstawiony jest jako zięć Walendowskich, przebywający dotąd na robotach w Niemczech. Pancernym udaje się zniszczyć skład amunicji. Niemcy, by zdobyć informacje o sprawcach, torturują sołtysa i przesłuchują księdza. Wkrótce zostaje zamordowany sołtys-volksdeutsch. Niemcy grożą pacyfikacją wsi, jeśli nie zostaną ujawnieni czołgiści.

## Obsada
- Ryszarda Hanin – Aleksandra Walendowska
- Marian Kociniak – Piotr Łoboda, brat Walendowskiej
- Sławomira Łozińska – Irenka Walendowska
- Borys Tokariew – Michaił Ławrow, dowódca czołgu
- Bolesław Płotnicki – Antoni Walendowski, mąż Aleksandry
- Bronisław Pawlik – ksiądz
- Ewa Ziętek – Małgośka Marciniakowa, żona Janka
- Irena Stelmach – chrzestna Irenki Walendowskiej
- Maria Klejdysz – sołtysowa Szabłowska
- Gerard Schaale – Kurt, żołnierz niemiecki ukrywany przez Walendowskich
- Jerzy Janeczek – Wasia Rabczuk, czołgista radziecki
- Janusz Kłosiński – sołtys Konstanty Szabłowski
- Janusz Paluszkiewicz – stary Marciniak, ojciec Janka
- Wilfried Pucher – porucznik SS
- Karl Sturm – Alfons Buratschek, tłumacz niemiecki
- Giennadij Korolkow – czołgista Ulanow
- Leszek Herdegen – sturmbannführer SS (ostatnia rola filmowa)